# کمین (مجموعه تلویزیونی)
کمین یک مجموعه تلویزیونی محصول سال ۱۳۷۹ به کارگردانی مسعود کرامتی، نویسندگی احمد حامد، سیدعلی‌اکبر محلوجیان و تهیه‌کنندگی احمدعلی حامد می‌باشد که از شبکه سه پخش شد. این مجموعه در ۱۳ قسمت تهید شد.

## خلاصه داستان
زهره به همراه فرزند خردسالش، به محله ای جدید می‌رود. در این محله با چندین خانواده آشنا می‌شود که هرکدام درگیری‌ها و مشکلات خاص خود را دارند. زن در جستجوی مردی به این محله آمده که عامل تباهی زندگی و ویرانی کانون خانواده‌اش بوده و او را در شرایطی می‌یابد که آشوب و فتنه دیگری را در خانه‌ای دیگر تدارک می‌بیند و…

## بازیگران
- عنایت‌الله بخشی
- محمود جعفری
- مریم سعادت
- وحید رهبانی
- افسانه بایگان
- عاطفه رضوی
- میکائیل شهرستانی
- سحر طلوعی
- بهرام شاه‌محمدلو

- قصیده ارجمند
- محمدرضا هدایتی
- مجید واشقانی

## عوامل تولید
- کارگردان: مسعود کرامتی
- نوشته: سیدعلی اکبر محلوجیان و احمد حامد
- مدیر تصویربرداری: حسن عمادی
- تدوین: مصطفی احمدی
- موسیقی: آریا عظیمی‌نژاد
- طراح گریم: مهرداد میرکیانی
- اجرا: آذر رفیعی و کیارش رویگری
- طراح صحنه و لباس: دهقان محمدی
- عکس: نریمان حامد
- صدا: مرتضی اصلان زاده
- مدیر تدارکات: فرخ روح‌افزا و بهرام بهنوید
- مدیر تولید: عبداله شهباززاده
- تهیه‌کننده و مجری طرح: احمدعلی حامد